# コンゴ民主共和国の少年兵
コンゴ民主共和国（DRC）で戦われた第一次コンゴ戦争と第二次コンゴ戦争で戦争に関わった全勢力が積極的に「小さき者」を表すスワヒリ語の用語である地元でカドゴスとして知られる少年兵を募集あるいは徴兵した。トマス・ルバンガ率いる民兵組織は30％が少年兵であったと見積もられている。2011年、3万人の少年兵が依然軍事組織に従軍していると見積もられた。国際連合コンゴ民主共和国ミッション（MONUSCO）は2012年1月1日から2013年8月31日にかけて1000人に上る少年が軍事組織から募集されたとする2013年の報告を発表し、少年兵の募集を「特有の問題」と訴えた。
元大統領ローラン・カビラは1996年から紛争で少年を使用し、一部は僅か7歳の1万人に上る少年が従軍したと見積もられた。
DRCの人権侵害に関して開かれた最初の審理で国際刑事裁判所（ICC）は戦闘での少年の使用に関する全国的な法体系に基づいて最初の起訴や最初の審理、最初の有罪判決につなげた。

## 背景
専門的な論文では30万人に上る少年兵が世界中の正規軍、非正規軍双方を形成し、この数は増加していることが推計されている。アフリカでは世界の総数の40％の12万人に上る少年が現在戦闘員や後方要員として使われていると推計されている。アフリカでは紛争における少年の使用に関して最高の増加率で、平均して徴募された少年の年齢も下がってきている。2003年、一部の民兵組織を形成する少年と共に3万人に上る少年がDRCで兵士として使われていると推計された。
1989年、国際連合は児童の権利に関する条約を採択した。第38条で「国家は15歳未満の人が紛争に直接関わらない保証をするあらゆる可能な手段を講じる」と定めている。2002年に国家が「18歳未満の人が紛争に直接関わらず強制的に軍に志願させられることのないことを保証するあらゆる可能な手段を講じる」と規定する紛争下の児童の関与に関する随意条約議定書が発効した。DRCはこの協定の両方に署名している。国際連合児童基金の公式の立場は、紛争下の児童の使用は道義的に非難すべきであり違法であるというものである。

## DRCの反応
2006年3月19日、ジャンピエール・ビヨヨ少佐が少年兵の募集と訓練で5年の刑を言い渡され、DRCの法廷で審理された最初の事件であり、児童を募集して兵士にしたことで有罪となった。

## 国際的な反応
デイヴィッド・M・ローズンによると、軍隊に児童を募集する国を支援することに関して批判がアメリカ合衆国に向けられている。2009年に少年兵防止法（CSPA）に従うために国務省は法により制裁される必要のあるビルマ、チャド、DRC、ソマリア、スーダン、イエメンの6カ国を一覧表にした。2009年10月25日、バラク・オバマは6カ国の内4カ国に対する制裁を見送った。このことを正当化するためにオバマは関係国はアメリカ合衆国の外交政策に必要な利害関係に協力する重要国であると述べた。DRCを外した理由は、「防衛改革を続け人権に敬意を表する非政治的職業人に軍のマイナス行為を左右するのに必要」であるとした。オバマはこの4カ国全てが少年の使用の排除で前進してきているとも述べた。しかしDRCでは少年の募集は実際は増加している可能性がある。

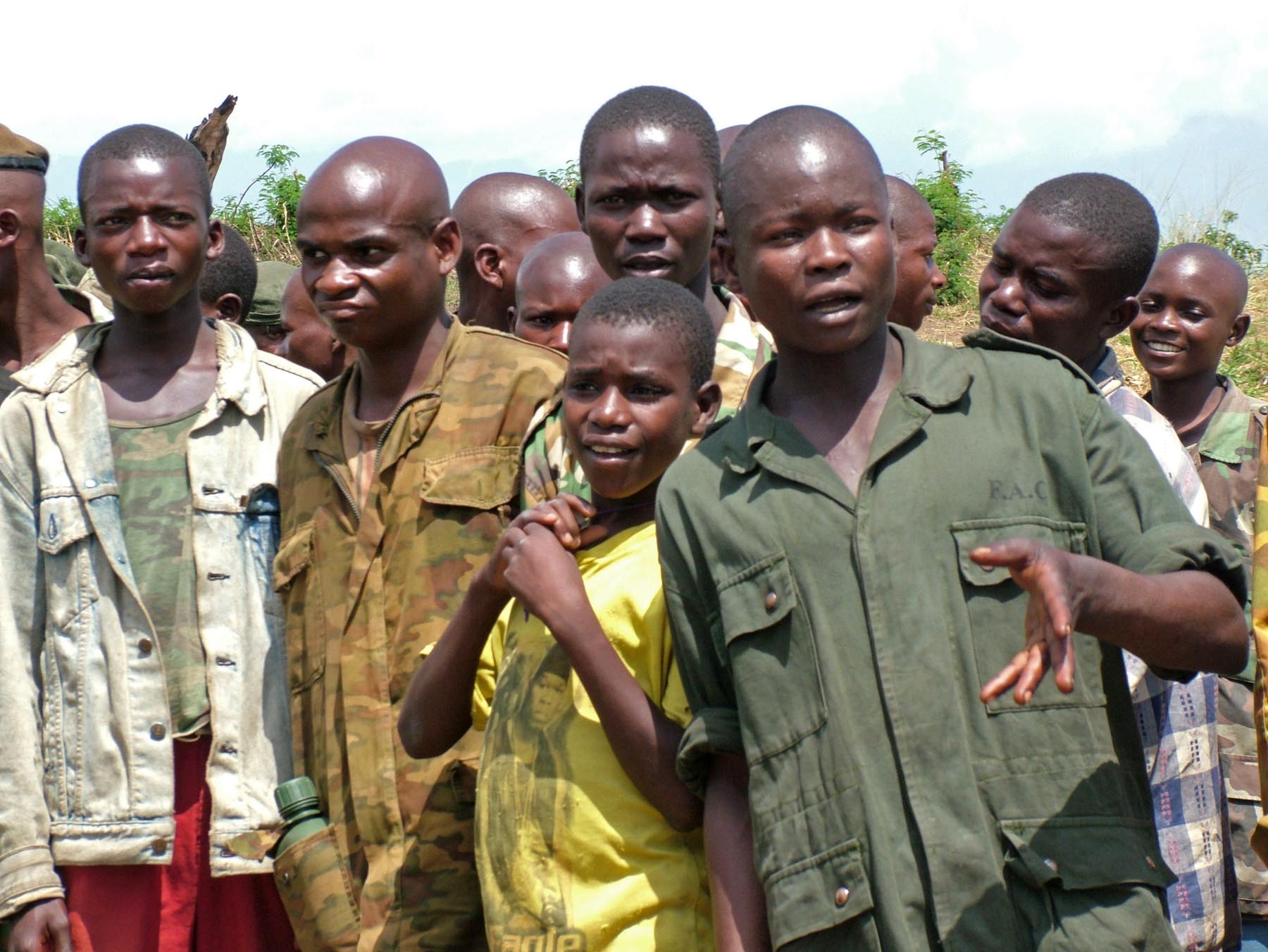
DRCの復員した少年兵の一団

MONUSCOによる報告は、紛争に関わるあらゆる勢力が少女を少年兵として募集していてこの少女はコンゴ愛国者連合（UPC）やコンゴ解放のための愛国軍（FPLC）のような団体により頻繁に強姦されたり性的奴隷として利用されていることを確認した。事実ケニアのナイロビの国際平和支援訓練センターが発行する書類によると、少女はコンゴ民主共和国の少年兵の非常に大きな部分を占め、約40％である。2011年のミルフリッド・トンハイムの研究は、コンゴ東部の多くの元少女兵を調査したもので、この少女の多くが強く非難されながら帰還し、少女に加えられた性的虐待と関係があることが珍しくないことも見出した。

## ICCの訴訟行為
トマス・ルバンガはDRCの北東部イトゥリ州で作戦行動を行う組織UPCの指導者で、2006年に3つの戦争犯罪、兵の募集や徴兵、戦闘で15歳以下の少年の使用でICCから起訴された。アムネスティ・インターナショナルの国際法と国際政治計画の代表であるマイケル・ボチェネクによると、「評決は戦場の内外で少年を使用したり侵害する恐ろしい犯罪を行う世界中の者を躊躇させることになる」。ルイス・モレノ・オカンポはルバンガは「数千人を殺害し60万人以上の難民を発生させた長年の軍事行動に関連する事件の始まりに過ぎない」と言っている。
イトゥリ州愛国抵抗戦線元指導者ジェルマン・カタンガとマシュー・ングディオロ・チュイは、2008年にICCの予審部から戦闘で15歳以下の少年を使用したなどの7個の戦争犯罪と人道に反する3つの罪で起訴された。カタンガは2003年2月24日にボゴロ虐殺に参加したとして有罪判決を受けた。性的犯罪と少年兵の使用に関しては無罪となった。

## 参照
1. ↑  Whiteman 2012, p. 80.
2. ↑  Drumbl 2012, p. 32.
3. ↑  MONUSCO 2013.
4. ↑  Singer 2006, p. 21.
5. ↑  Novogrodsky 2013, p. 368.
6. ↑  Rakisits 2008, pp. 108–122.
7. ↑  Wessells 2007, p. 12.
8. ↑  Esack 2012, pp. 115–116.
9. ↑  Rosen 2012, pp. 22–23.
10. ↑  Chikuhwa 2009, p. 48.
11. ↑  Rosen 2012, pp. 89–90.
12. ↑  Grover 2012, p. 117.
13. ↑  Nduwimana, Donatien (2013年). “Reintegration of Child Soldiers in Eastern Democratic Republic of Congo: Challenges and Prospects”. International Peace Support Training Centre (IPSTC). 2020年4月14日閲覧。
14. ↑  Tonheim, Milfrid (2012-02-01). “‘Who will comfort me?’ Stigmatization of girls formerly associated with armed forces and groups in eastern Congo”. The International Journal of Human Rights 16 (2):  278–297. doi:10.1080/13642987.2010.538922. ISSN 1364-2987.
15. ↑  Feinstein 2009, pp. 65–66.
16. ↑  Bochenek 2012.
17. ↑  Soderlund et al. 2012, p. 105.
18. ↑  Bouchet-Saulnier 2013, p. 51.
19. ↑  Katanga 2014.